# Janesville (hrabstwo Rock)
Janesville – miasto w Stanach Zjednoczonych, w stanie Wisconsin, w hrabstwie Rock.